# Batalla del río Aoo
La batalla del Aoo se libró en el año 274 a. C. entre el ejército invasor epirota de Pirro de Epiro y el ejército de Antígono II Gónatas de Macedonia cerca del río Aoo (o Aoös, en griego Αώος, la actual Viosa).
En el 275 a. C. Pirro se retiró de Italia y regresó a Epiro. Llegó con un gran ejército, pero le quedaba poco dinero para pagarles. Pirro planeó una campaña en Macedonia para el año siguiente con 8000 soldados de infantería y 500 de caballería, a los que añadió mercenarios galos. La expedición, planeada inicialmente como una incursión limitada, se convirtió en una invasión a gran escala cuando Pirro tuvo más éxito del esperado. Pirro capturó varias ciudades macedonias y más de 2.000 soldados macedonios cambiaron de bando y se unieron a las filas epirotas.
Mientras Pirro luchaba en Italia, Antígono había recuperado el trono de Macedonia en el 277 a. C. y se benefició de la ausencia de Pirro para afianzar su dominio sobre Macedonia.
Antígono marchó contra los invasores y se enfrentó a ellos en un estrecho desfiladero cercano al río Aoo. El ataque de Pirro desordenó al ejército macedonio. Comenzó destruyendo la retaguardia de Antígono y, tras una dura lucha con los galos que custodiaban los elefantes macedonios, éstos se rindieron junto con los elefantes. Atacó la falange macedonia. Desmoralizados por la pérdida de los elefantes, los macedonios aceptaron la oferta de Pirro de cambiar de bando. Antígono escapó ocultando su identidad. Pirro se hizo con el control de la Alta Macedonia y Tesalia, mientras Antígono se aferraba a las ciudades costeras.
Pero Pirro desperdició su victoria. Al tomar posesión de Egas, la antigua capital de Macedonia, instaló una guarnición de galos, que ofendieron a los macedonios desenterrando las tumbas de sus reyes y dejando los huesos esparcidos mientras buscaban oro. También se olvidó de acabar con su enemigo. Dejándole el control de las ciudades costeras, se contentó con insultos. Llamó desvergonzado a Antígono por seguir vistiendo la púrpura, pero hizo poco por destruir los restos de su poder.